# Casa de les Altures
La Casa de les Altures és un edifici d'estil neomudèjar situat al costat del Parc de les Aigües de Barcelona, catalogat com a bé cultural d'interès local. Actualment, és la seu del Districte d'Horta-Guinardó.

## Història
Va ser projectat el 1890 pel mestre d'obres Enric Figueres com a residència de l'enginyer director de la Societat General d'Aigües de Barcelona, Nicolau Recúlez Chevalier. El nom li ve dels motors que es trobaven al costat, que elevaven l'aigua fins al dipòsit situat més amunt. Tanmateix, es va utilitzar poc com a habitatge particular, i servia com a lloc de trobada per a actes de protocol de la societat.
Durant la Guerra Civil, la societat va utilitzar l'indret com a lloc de colònies per als fills dels treballadors de l'empresa, i més endavant, la casa serví de seu de l'Institut d'Investigació Hidrològica, amb vivers de diferents tipus de plantes i d'arbres, sobretot fruiters.
A principis dels anys 1970, l'estat de conservació del conjunt (casa i jardins) era deficient i l'Associació de Veïns Joan Maragall emprengué accions reivindicatives per tal d'aconseguir convertir-lo en parc públic. Gràcies a aquestes pressions, la propietat va ser adquirida per l'Ajuntament de Barcelona, i el 1978 el parc de les Aigües va obrir les portes després dels treballs d'adequació duts a terme per l'arquitecte J.M. Casamor.
El 1984, l'Ajuntament adquirí també el palauet, que un cop rehabilitat per l'arquitecte Víctor Argentí, va obrir les portes com a seu del districte d'Horta-Guinardó a inicis de 1989. L'any 1990 va ser distingit amb el premi FAD a la millor rehabilitació.

## Descripció
Es tracta d'un palauet on s'han situat alguns serveis del districte. Al soterrani del casal hi ha instal·lada la sala d'actes i a la part forana hi ha plantat alguna filera de palmeres. El portal d'accés està cobert per una galeria porxada, i, a la part alta hi corre una altra galeria. Ambdues peces són un clar exponent de l'estil arabesc molt ben treballat. La part posterior té sortida a un pati que s'ha volgut conservar.